# SN 2005cc
SN 2005cc – supernowa typu Iax odkryta 19 maja 2005 roku w galaktyce NGC 5383. W momencie odkrycia miała maksymalną jasność 17,70m.